# Bråsvellbreen
De Bråsvellbreen is een gletsjer in Harald V-land op het eiland Nordaustlandet, dat deel uitmaakt van de Noorse eilandengroep Spitsbergen.
De gletsjer is vernoemd naar de plotselinge groei van de gletsjer. In 1938 ontdekte men tijdens een expeditie dat de gletsjertong ver in zee reikte met een lengte van tien kilometer.

## Geografie
De gletsjer is noord-zuid georiënteerd en heeft een lengte van ongeveer 45 kilometer en een breedte van ongeveer 20 kilometer. Ze komt vanaf de Sørdomen en mondt in het zuiden uit in zee.
Ten westen van de gletsjer ligt de baai Vibebukta.